# RO-2
RO-2 – zapalnik stosowany do uzbrajania min, używany między innymi w Wojsku Polskim.

## Charakterystyka
Zapalnik RO-2 służy do detonacji miny PT-Mi-Ba-III. Jest zapalnikiem mechanicznym, o działaniu natychmiastowym lub opóźnionym (1, 2, 3 s) zależnie od stosowanego zapału. Składa się z mechanizmu uderzeniowego i zapału Żk.

Mechanizm uderzeniowy, z wyjątkiem sprężyny i grotu iglicy, jest wykonany z tworzywa sztucznego. Składa się z kadłuba, iglicy, sprężyny, podkładki preszpanowej i obsady zapału. Trzon iglicy ma pierścieniowe nacięcie, które umożliwia łatwiejsze jego ścięcie.

Zapał Żk składa się z tulejki spłonki pobudzającej, spłonki zapalającej, opóźniacza, ładunku materiału wybuchowego inicjującego i kołnierza tulejki.